# Гренье, Мартен
Марте́н Гренье́ (фр. Martin Grenier; род. 2 ноября 1980, Лаваль, Квебек) — канадский хоккеист, защитник. Первый тафгай в истории «Трактора».

## Карьера
Начал карьеру в клубе «Квебек Ремпартс». В течение почти всей карьеры играл за различные североамериканские команды, в том числе за «Финикс Койотис», «Ванкувер Кэнакс» и «Филадельфию Флайерз» провёл в НХЛ 18 матчей, забросив одну шайбу.
Два сезона — 2008/09 и 2009/10 Гренье провёл в КХЛ, играя за «Трактор». В челябинском клубе Мартен сыграл 92 матча в регулярном чемпионате и 7 в плей-офф, забросив 2 шайбы в чемпионате. За время выступления в России, Гренье заработал в общем 396 минут штрафа, в первом матче за «Трактор» он сыграл всего 11 секунд и получил большой и дисциплинарный штраф до конца игры.